# بنزيل أمينو البورين
6-بنزيل أمينو البورين أو بنزيل أدينين  هو الجيل الأول من السيتوكينين الاصطناعي الذي يثير استجابات نمو النبات وتطوره، ويضع الأزهار ويحفز ثراء الفاكهة عن طريق تحفيز انقسام الخلايا. وهو مثبط للكيناز التنفسي في النباتات، ويزيد من عمر ما بعد الحصاد للخضروات. أظهر تأثير السيتوكينين ك6-بنزيل أمينو البورين بالاشتراك مع طرق أخرى على الاحتفاظ باللون الأخضر بعد الحصاد على رؤوس البروكلي ورماح الهليون، نتائج إيجابية للاحتفاظ بالجودة. يمكن استخدام المعالجة بـ 10 و15 جزء في المليون من 6-بنزيل أمينو البورين لإطالة العمر الافتراضي لزهور القرنبيط المقطعة حديثًا والملفوف المقطّع أثناء التخزين عند 6 ± 1 درجة مئوية على المستوى التجاري.
تم تصنيع 6-بنزيل أمينو البورين لأول مرة واختباره في مختبرات عالم فسيولوجيا النبات فولك ك. سكوغ.